# Baurech
Baurech ist eine französische Gemeinde im Département Gironde in der Region Nouvelle-Aquitaine. Sie gehört zum Kanton Créon im Arrondissement Bordeaux.
Die Gemeinde liegt im Einzugsgebiet der Stadt Bordeaux. Während Baurech im Jahr 1962 über 478 Einwohner verfügte, zählt man aktuell 936 Einwohner (Stand 1. Januar 2022).

## Bevölkerungsentwicklung
| Jahr                      | 1962 | 1968 | 1975 | 1982 | 1990 | 1999 | 2006 | 2013 |
| Einwohner                 | 478  | 565  | 598  | 632  | 633  | 695  | 754  | 792  |
| Quelle: Cassini und INSEE |      |      |      |      |      |      |      |      |

## Baudenkmäler
Siehe auch: Liste der Monuments historiques in Baurech

Kirche Saint-Saturnin

- Kirche Saint-Saturnin

## Weinbau
Baurech ist eine Weinbaugemeinde; die Rebflächen gehören zu den Appellationen Premières Côtes de Bordeaux und Cadillac.